# Ліпе (Влощовський повіт)
Ліпе (пол. Lipie) — село в Польщі, у гміні Красоцин Влощовського повіту Свентокшиського воєводства.
Населення — 247 осіб (2011).
У 1975-1998 роках село належало до Келецького воєводства.

## Демографія
Демографічна структура на день 31 березня 2011 року:
|          | Загалом | Допрацездатний вік | Працездатний вік | Постпрацездатний вік |
| -------- | ------- | ------------------ | ---------------- | -------------------- |
| Чоловіки | 128     | 32                 | 76               | 20                   |
| Жінки    | 119     | 23                 | 68               | 28                   |
| Разом    | 247     | 55                 | 144              | 48                   |